# Poiana (Galați megye)
Poiana település Romániában, Moldvában, Galați megyében.

## Leírása
Poiana községközpont. Egy település: Vișina tartozik hozzá.
A 2007 évi népszámláláskor Poianának 1887 lakosa volt.

## Történelme
Egyes történészek szerint azonos Zargidava városával, amely Boirebisztasz idején a Dák Királyság fővárosa volt. Ebben az időben földsánccal védett belvárosa volt, és jelentős áruforgalom ment át a településen, mindenekelőtt a Boszporoszi Királyságból érkező termékek.